# Franz Gramitzky
Franz Gramitzky (18 de Maio de 1916 - 30 de Setembro de 1978) foi um comandante de U-Boot que serviu na Kriegsmarine durante a Segunda Guerra Mundial.